# Міністерство енергетики США
Міністе́рство енерге́тики США (англ. United States Department of Energy, DOE) — виконавчий департамент уряду США, що відповідає за енергетичну і ядерну безпеку Сполучених Штатів.
Міністерство енергетики відповідає за виготовлення електроенергії та розвиток енергетичного комплексу США, за виготовлення ядерних реакторів та ядерної зброї, за переробку та утилізацію радіоактивних відходів. Міністерство також є науковою організацією, до структури якої входять десятки великих наукових лабораторій. Займається проблемами ядерної безпеки, а також у співпраці з іншими країнами працює над нерозповсюдженням ядерної зброї та технологій.
Очолює міністерство з 25 лютого 2021 Дженніфер Ґренголм.

## Установи
Міністерство енергетики США має у своїй юрисдикції ряд наукових установ та лабораторій:
- Елбанійський дослідницький центр (англ. Albany Research Center)
- Амеська лабораторія (англ. Ames Laboratory)
- Аргонська національна лабораторія (англ. Argonne National Laboratory)
- Федеральний комплекс Бенністер (англ. Bannister Federal Complex)
- Лабораторія атомної енергії Беттіс (англ. Bettis Atomic Power Laboratory)
- Брукгейвенська національна лабораторія (англ. Brookhaven National Laboratory)
- Центр функціональних наноматеріалів (англ. Center for Functional Nanomaterials) (на стадії проекту або будівництва)
- Центр інтегрованих нанотехнологій (англ. Center for Integrated Nanotechnologies) (на стадії проекту або будівництва)
- Центр нанофазового матеріалознавства (англ. Center for Nanophase Materials Sciences)
- Центр наномасштабних матеріалів (англ. Center for Nanoscale Materials) (на стадії проекту або будівництва)
- Національна прискорювальна лабораторія ім. Енріко Фермі (англ. Fermi National Accelerator Laboratory)
- Національна лабораторія Айдахо (англ. Idaho National Laboratory)
- Завод Канзас-Сіті (англ. Kansas City Plant)
- Лабораторія атомної енергії Кноллз (англ. Knolls Atomic Power Laboratory)
- Національна лабораторія ім. Лоуренса в Берклі (англ. Lawrence Berkeley National Laboratory)
- Ліверморська національна лабораторія ім. Лоуренса (англ. Lawrence Livermore National Laboratory)
- Лос-Аламоська національна лабораторія (англ. Los Alamos National Laboratory)
- Національна лабораторія енергетичних технологій (англ. National Energy Technology Laboratory)
- Стратегічний центр природного газу та нафти (англ. Strategic Center for Natural Gas and Oil)
- Невадський національний полігон (англ. Nevada National Security Site)
- Нью-Браунсвіцька лабораторія (англ. New Brunswick Laboratory)
- Ок-Ріджська національна лабораторія (англ. Oak Ridge National Laboratory)
- Управління енергетики викопного палива (англ. Office of Fossil Energy)
- Управління захисту річок (англ. Office of River Protection)
- Тихоокеанська північно-західна національна лабораторія (англ. Pacific Northwest National Laboratory)
- Завод «Pantex»
- Лабораторія радіологічних та природничих наук (англ. Radiological and Environmental Sciences Laboratory)
- Національні лабораторії Сандія (англ. Sandia National Laboratories),
- Національна лабораторія Саванна-Рівер (англ. Savannah River National Laboratory)
- Національна прискорювальна лабораторія SLAC (англ. SLAC National Accelerator Laboratory)
- Національна прискорювальна установка ім. Томаса Джеферсона (англ. Thomas Jefferson National Accelerator Facility)
- Комплекс національної безпеки Y-12 (англ. Y-12 National Security Complex)
- Сховище ядерних відходів Юкка-Маунтін (англ. Yucca Mountain nuclear waste repository)